# Conjoineur
 (avril 2025).
Si vous disposez d'ouvrages ou d'articles de référence ou si vous connaissez des sites web de qualité traitant du thème abordé ici, merci de compléter l'article en donnant les références utiles à sa vérifiabilité et en les liant à la section « Notes et références ».
Les Conjoineurs constituent une faction de l’humanité dans le cycle de fiction des Inhibiteurs d’Alastair Reynolds.
À l’instar des ultras, les Conjoineurs représentent les possibilités d’évolutions, principalement mentales, envisagées par le transhumanisme.
Issus des expérimentations de Galiana menées sur Mars, ils se sont imposés comme une faction importante après le conflit original les opposant à la Ligue de la Pureté Neurale. Avec les Démarchistes, alliés des débuts et ennemis à la suite de la crise de Yellowstone, les Conjoineurs sont l’une des principales puissances de l'humanité. Leur supériorité technologique n’est pas à démontrer et constitue un avantage important.

## Organisation
Les Conjoineurs vivent principalement dans l’espace, que ce soit à bord de vastes vaisseaux ou à l’intérieur d’astéroïdes aménagés nommés “Nids”. Le “Nid” principal est le “Nid Maternel”. Cet aspect de ruche est renforcé par les capacités de communication quasi télépathiques dont ils disposent, telles les abeilles communiquant par phéromones.

## Principaux Conjoineurs
- Galiana première Conjoineur(e)
- Nevil Clavain amant de Galiana, Conjoineur de l’époque martienne
- Felka fille de Galiana, issue d’expérimentations secrètes
- Remontoir Conjoineur depuis les expériences de Mars, ami de Nevil et Galiana
- Skade Conjoineur(e) “nouveau modèle”
- Ana Khouri transformée en Conjoineur(e) par Remontoir dans la fuite du système de Resurgam

## Voir également
- Extro : exemple de transhumanisme dans l’Univers des Cantos d'Hypérion de Dan Simmons